# أبو النصر الخطيب
أبو النصر الخطيب، واسمه الكامل محمد بن عبد القادر بن صالح بن عبد الرحيم بن محمد الخطيب، الحسني، الدمشقي الشافعي، من علماء الحديث بالشام، وولي القضاء في بعض النواحي.

## مولده ونشأته
ولد بدمشق في 23 جمادى الآخر 1253 هـ، الموافق  24 سبتمبر 1837.
نشأ في حجر والده وانتفع به وتتلمذ على يديه، وحفظ القرآن وهو ابن سبع سنين، وخطب على المنبر وهو ابن 12 سنة، وحفظ في صغره نحو 15 ألف بيت من أغلب الفنون، ونحو 10 آلاف حديث بأسانيدها.

## حياته وسيرته
رحل عدة مرات إلى الحجاز ومصر وإسطنبول وأخذ عن علمائها، وتولي القضاء لمدة 20 سنة تقريباً في عدة مناطق، منها: النبك وبيروت ويافا بالشام، ونالوت وترهونة بليبيا، وكانت يافا هي آخر نياباته، ثم استقر بدمشق ودرّس في الجامع الأموي. قال عنه تلميذه عبد الحي الكتاني أنه "الشخص الوحيد الذي رأيته يحدث حفظاً بكثير من الأحاديث متناً وسنداً".
له من الولد عبدالقادر حكمت، وشيخ العرب، وقد وليا القضاء في بعض أقضية دمشق، وسيف الدين الذي قتل في بيروت في دفاعه عن استقلال البلاد.

## شيوخه
أخذ في الشام عن والده، وعن عمر بن عبد الغني الغزي ووجيه الدين الكزبري وحامد بن أحمد العطار وأحمد بن سليمان الأروادي ومحمد بن خليل القاوقجي، وفي مصر عن شيخ الأزهر إبراهيم الباجوري وإبراهيم السقا، وفي الحجاز عن إسماعيل البرزنجي.

## تلاميذه
أخذ عنه عبد الحي الكتاني،، وعبد الستار الدهلوي، وعمر بن حمدان، وغيرهم.

## ثبته
له ثبت كبير اسمه "الكنز الفريد في علو الأسانيد" ساق فيه كثيراً من الأسانيد، ثم اختصره في نحو النصف أو أقل، وسبب ذلك أنه لما حج للمرة العاشرة في 1320 هـ استجازه بكثرة جماعة من العلماء والطلاب من مختلف البلاد، فحصل التعب لتلميذه عبد الستار الدهلوي الذي كان يكتب الإجازات عنه، فسأله بعض أقاربه اختصار ثبته الكبير ففعل.

## وفاته
توفي في التل من قرى دمشق في 4 ربيع الآخر 1324 هـ الموافق 28 مايو 1906 بعد أن خطب الجمعة بالجامع الأموي ثم توجه إلى القرية لحضور عرس فيها، ثم أصابه وجع في اليوم التالي ومات بعد ساعة، وحمل إلى دمشق ودفن بمقبرة الدحداح فيها إلى جانب أخويه.